# اس‌ام‌اس سیدلر (۱۸۷۸)
اس‌ام‌اس سیدلر (۱۸۷۸) (به انگلیسی: SMS Seeadler (1878)) یک کشتی بود که طول آن ۸۳٫۵ متر (۲۷۴ فوت) بود. این کشتی در سال ۱۸۷۸ ساخته شد.